# Temminkirivier
De Temminkirivier (Zweeds: Temminkijoki) is een rivier die stroomt in de Zweedse  gemeente Kiruna. De rivier zorgt onder meer voor de afwatering van het meer Temminkijärvi. Dat meer krijgt haar meeste water uit verbindingsriviertjes van twee andere meren Rovajärvi en Matalalompolo. Ze is inclusief langste bronrivier ruim 11 kilometer.
Afwatering: Temminkirivier → Lainiorivier → Torne → Botnische Golf